# Fusarium arthrosporioides
Fusarium arthrosporioides är en svampart som beskrevs av Sherb. 1915. Fusarium arthrosporioides ingår i släktet Fusarium och familjen Nectriaceae.   Inga underarter finns listade i Catalogue of Life.